# HD80078
HD80078 — хімічно пекулярна зоря спектрального класу
B9 й має видиму зоряну величину в смузі V приблизно  8,2.

## Пекулярний хімічний склад
Зоряна атмосфера HD80078 має підвищений вміст Hg й відповідно належить до підкласу HgMn зір.